# Gneu Corneli Dolabel·la (magistrat)
Gneu Corneli Dolabel·la (llatí: Cnaeus Cornelius Dolabella) va ser un magistrat romà. Diu Titus Livi que va ser rex sacrorum càrrec en el qual va substituir Marc Marci el 208 aC, i va exercir el càrrec fins a la seva mort l'any 180 aC.